# Агиртрія гватемальська
Аги́ртрія гватемальська (Chlorestes candida) — вид серпокрильцеподібних птахів родини колібрієвих (Trochilidae). Мешкає в Мексиці і Центральній Америці.

## Опис

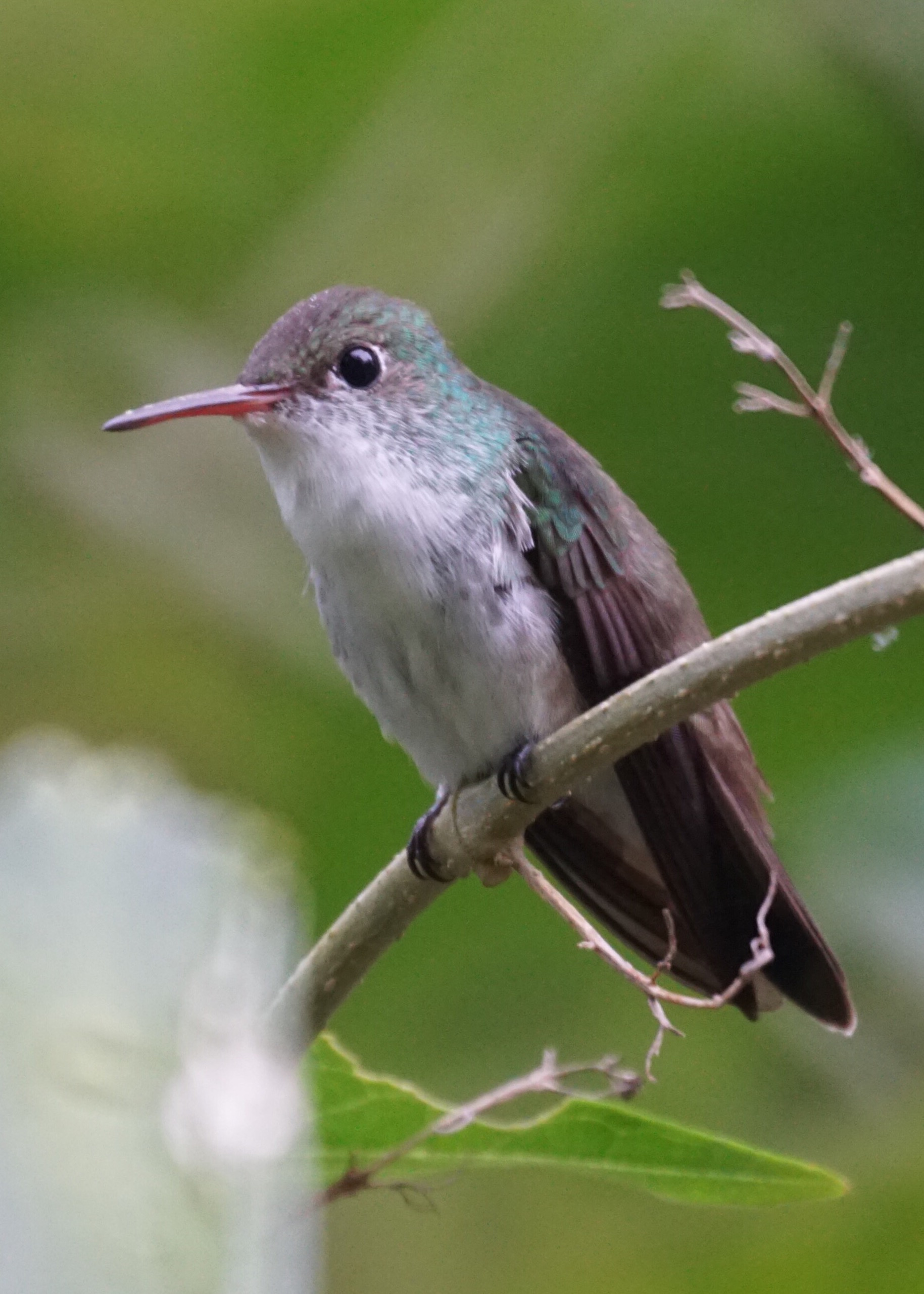
Гватемальська агиртрія

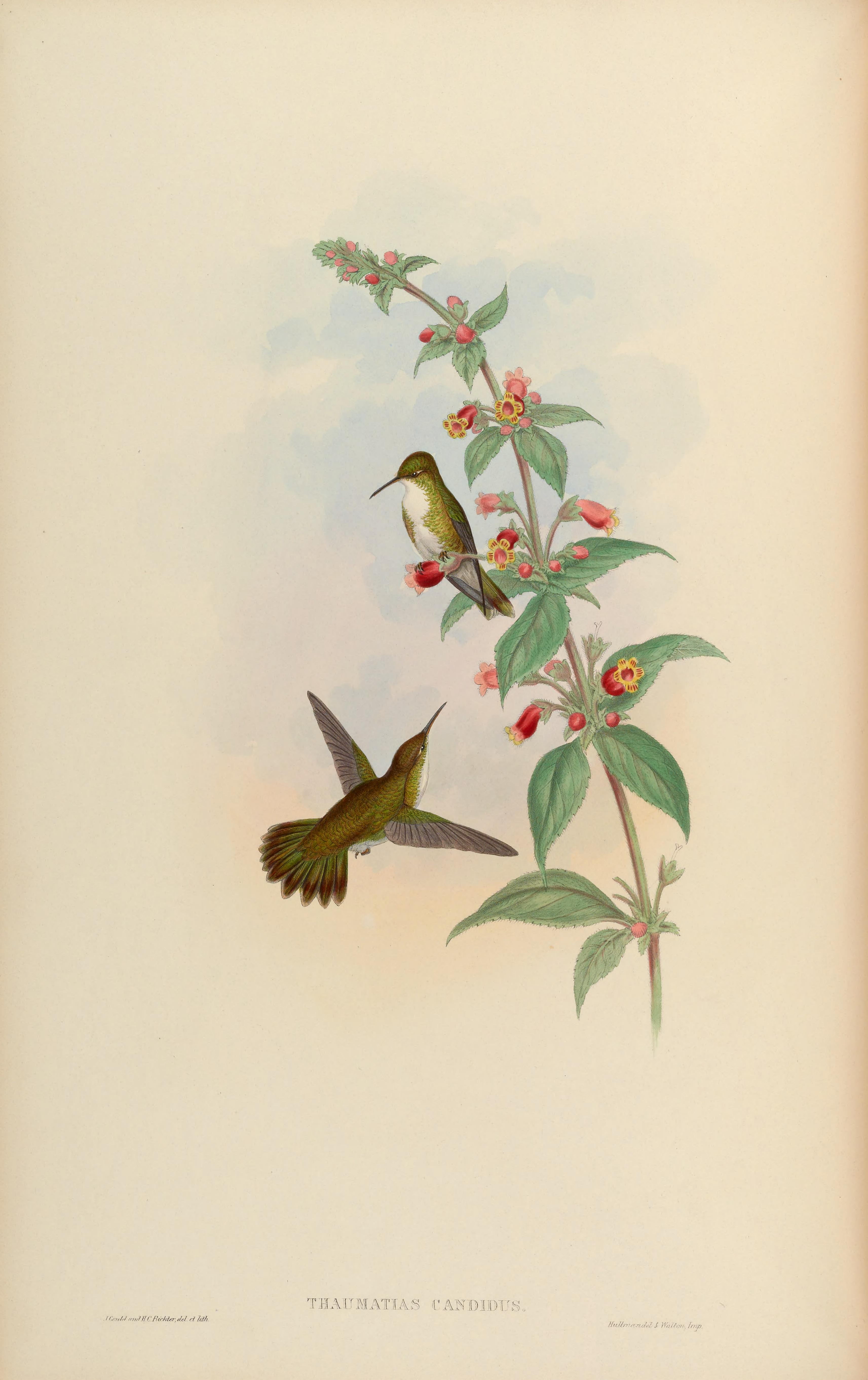
Гватемальські агиртрії

Довжина птаха становить 8-11 см, вага 2,9-4,3 г. Верхня частина тіла смарагдово-зелена або бронзово-зелена, надхвістя більш тьмяне. Скроні зелені, за очима білі плями. Нижня частина тіла біла, груди з боків поцятковані зеленими плямками. Хвіст сірувато-зелений або металево-бронзовий, всі стернові пера, крім центральної пари, мають на кінці широку пурпурово-бронзову або чорнувату смугу, дві пари крайніх стернових пер також мають тьмяні коричнювато-сірими кінчиками. Дзьоб короткий, прямий, зверху чорний, знизу червонуватий з чорним кінчиком.
Виду не притаманний статевий диморфізм. Забарвлення молодих птахів є подібне до забарвлення дорослих птахів, однак пера на тімені і надхвісті у них мають коричнюваті кінчики. Представники підвиду C. c. genini вирізняють більш довгим і широкими дзьобом. Представники підвиду C. c. pacifica також є більшими і важчими за представників номінативного підвиду, боки у них більш зелені.

## Підвиди
Виділяють три підвиди:
- C. c. genini (Meise, 1938) — карибські схили східної Мексики (від Сан-Луїс-Потосі до північної Оахаки);
- C. c. candida (Bourcier & Mulsant, 1846) — карибські схили південно-східної Мексики (Чіапас, Табаско, півостів Юкатан), Белізу, Гватемали, Гондурасу і Нікарагуа;
- C. c. pacifica (Griscom, 1929) — тихоокеанські схили на південному сході Мексики (Чіапас) і в Гватемалі.

## Поширення і екологія
Гватемальські агиртрії мешкають в Мексиці, Гватемалі, Белізі, Гондурасі і Нікарагуа, спостергілися в Коста-Риці. Вони живуть у вічнозелених і напівлистопадних субтропічних і тропічних лісах, на узліссях і плантаціях. Зустрічаються на висоті до 1600 м над рівнем моря. Живляться нектаром різноманітних квітучих рослин, яких шукають в усіх ярусах лісу, а також дрібними комахами, яких шукають серед листя. Сезон розмноження у гватемальських агиртрій триває з лютого по травень. Самці токують, приваблюючи самиць співом. Гніздо чашоподібне, робиться з рослинного матеріалу і павутиння, зовні покривається лишайником і мохом, прикріплюється до горизонтальної гілки. В кладці 2 яйця.